# Tosu
Tosu (jap. 鳥栖市 Tosu-shi) – miasto w Japonii, na wyspie Kiusiu, w prefekturze Saga.
W mieście znajduje się Stadion Tosu.

## Historia
- 1 kwietnia 1889 – powstał współczesny układ miejski. Na terenie obecnego miasta znajdowało się pięć wsi: Asahi, Fumoto, Kizato, Tashiro oraz Todoroki.
- 19 marca 1907 – wieś Todoroki została przemianowana na Tosu i zdobyła status miasteczka.
- 11 marca 1936 – wieś Tashiro zdobyła status miasteczka.
- 1 kwietnia 1954 – miasteczko Tosu zostało połączone z miasteczkiem Tashiro i wioskami Asahi, Fumoto i Kizato zdobywając status miasta.

## Populacja
Zmiany w populacji Tosu w latach 1970–2015:
| Rok  | Populacja |
| ---- | --------- |
| 1970 | 47 369    |
| 1975 | 50 733    |
| 1980 | 54 254    |
| 1985 | 55 791    |
| 1990 | 55 877    |
| 1995 | 57 414    |
| 2000 | 60 726    |
| 2005 | 64 723    |
| 2010 | 69 069    |
| 2015 | 72 910    |

## Kluby sportowe
- Sagan Tosu – piłka nożna
- Hisamitsu Springs – piłka siatkowa